# Motorama
Motorama — музыкальный коллектив из Ростова-на-Дону, созданный Владиславом Паршиным в 2005 году, исполняющий музыку в жанрах постпанк и новая волна.

## История
В 2008 и 2009 годах были записаны первые мини-альбомы "Horse" и "Bear". В 2009 году сайд-проект Владислава Паршина — группа «Утро» выпустила русскоязычный мини-альбом «Семнадцатое ноября». На бас гитаре в группе начинает играть жена Владислава — Ирина.
В 2010 году выходит первый полноформатный альбом "Alps". В этом же году выходит первый альбом группы «Утро».
В 2011 году группа впервые выезжает в заграничный тур.
В 2012 году Владислав и Ирина Паршины создают группу «Лето в городе». В этом же 2012 году состоялись первые концерты группы в Латинской Америке.
Второй студийный альбом Motorama под названием "Calendar" вышел 18 октября 2012 года на французском лейбле Talitres.
8 ноября 2013 года на виниле выходит сингл "Eyes". Переиздан альбом "Alps". 5 апреля 2014 года выпущен сингл "She Is There".
Третий альбом "Poverty" вышел 26 января 2015 года на лейбле Talitres. 23 октября на этом же лейбле, на виниле, издан второй альбом группы «Утро» — «Солнце» и сингл «Развалины».
27 мая 2016 выходит сингл "Holy Day". 21 октября был выпущен четвёртый альбом группы «Dialogues». В этом же году на компиляции лейбла Talitres выходит песня "One Moment" записанная в 2011 году.
10 ноября 2017 года выпущен третий альбом группы «Утро». Группа впервые едет в тур по КНР.
14 февраля 2018 года выходит мини-альбом «А» новой группы Владислава Паршина «ТЭЦ». 21 сентября 2018 года выходит новый альбом "Many Nights".
17 января 2019 года выходит второй мини-альбом «Б» группы ТЭЦ.
В январе 2020 года группа покидает Talitres и создает свой лейбл I'm Home Records, включающий в себя проекты: «Утро», «Лето в городе», «ТЭЦ».
29 января 2021 года группа выпускает свой шестой альбом — "Before the Road".
В сентябре 2021 года выходит новый альбом проекта группы «Утро» — «Другое за другим».
17 мая 2023 года вышел 7 альбом Motorama - Sleep, and I will sing.

## Стиль и эстетика
Творчество группы связано с Ростовом-на-Дону, где участники живут и записывают песни. Отсылки к современному и советскому Ростову можно найти в клипах и символике группы, в которых встречаются элементы геральдики города, виды лесов и рек Ростовской области. Также можно заметить любовь группы к образам античной скульптуры и природе Севера. Несколько любительских видеоклипов группы собраны из нарезок из советских документальных и художественных фильмов, например клип "Hard Times" (кадры из кинофильма А. Роома, «Строгий юноша»), клип "Heavy Wave" (кадры из фильма "Present Continious" советского авангардного режиссёра В. Кобрина).
Первоначально группа играла постпанк, при этом вокал Владислава Паршина сравнивали с голосом Иэна Кёртиса, фронтмена британской группы Joy Division. Это, а также тот факт, что первые два мини-альбома Motorama сыграны в стиле, близком к звучанию классического постпанка, привело к тому, что группу часто обвиняли в копировании музыки знаменитых британцев. Ситуация изменилась с выходом первого альбома группы "Alps" — на этом альбоме появились новые отчётливые интонации стилей неоромантики и нью-вейв, и музыка в целом стала скорее светлой и меланхоличной, нежели депрессивной. При этом звучание группы не стало от этого менее узнаваемым.

## Состав

### Текущий состав
- Владислав Паршин — вокал, гитара, бас-гитара
- Ирина Паршина — бас-гитара, гитара
- Михаил Никулин — ударные

### Бывшие участники
- Роман Беленький — ударные
- Вадим Квасов — ударные
- Евгений Червоный — бас-гитара
- Олег Чернов — ударные
- Максим Бондарев — гитара
- Александр Норец — клавишные
- Василий Яковенко — бас-гитара, вокал
- Максим Поливанов — гитара

## Дискография

### Альбомы
- Alps (2010)
- Calendar (2012)
- Poverty (2015)
- Dialogues (2016)
- Many Nights (2018)
- Before The Road (2021)
- Sleep, and I will sing (2023)

### Мини-альбомы
- Horse (2008)
- Bear (2009)

### Синглы
- Ghost (2009)
- Empty Bed (2011)
- One Moment (2011)
- Eyes + Winter At Night (2013)
- She Is There / Special Day (2014)
- Holy Day / Mirror (2016)
- The New Era (2020)
- Today & Everyday (2020)
- Tomorrow (2022)
- Caerus (2024)